# Mandar
Les Mandar sont un peuple habitant la province indonésienne de Sulawesi occidental dans l'île de Célèbes.

## Langue
La langue mandar appartient au sous-groupe « sulawesien méridional » du groupe « sulawesien » de la branche des langues malayo-polynésiennes de la famille des langues austronésiennes. Elle est proche de la langue toraja-sa'dan.